# Dolomedes wollemi
Espèce
Dolomedes wollemi est une espèce d'araignées aranéomorphes de la famille des Dolomedidae.

## Distribution
Cette espèce est endémique de Nouvelle-Galles du Sud en Australie. Elle se rencontre vers Blackheath et le parc national Wollemi.

## Description
Le mâle holotype mesure 11,84 mm et la femelle paratype 21,0 mm.

## Systématique et taxinomie
Cette espèce a été décrite par Raven et Hebron en 2018.

## Étymologie
Son nom d'espèce lui a été donné en référence au lieu de sa découverte, le parc national Wollemi.

## Publication originale
- Raven & Hebron, 2018 : « A review of the water spider family Pisauridae in Australia and New Caledonia with descriptions of four new genera and 23 new species. » Memoirs of the Queensland Museum, Nature, vol. 60, p. 233-381 (texte intégral).